# Kim Janggon
Kim Janggon (hangul: 김양건, handzsa: 金養建, RR: Kim Yang-gon; Andzsu (Anju), 1942. április 24. – 2015. december 29.) magas rangú észak-koreai politikus, Kim Dzsongun (Kim Jong-un) tanácsadója, „legközelebbi elvtársa”.

## Élete
Mélyszegénységben élő napszámosok gyermekeként született a Gyarmati Koreában, a felszabadulás után a Kim Ir Szen (Kim Il-sung) Egyetemen végzett francia irodalom szakon, 1959 augusztusában csatlakozott a hadsereghez, az 1970-es évektől pedig a Koreai Munkapárt külkapcsolatokért felelős szervezeténél dolgozott. 1997 áprilisától a külkapcsolatokért felelős szervezet vezetője, 
2005 júliusától az észak-koreai Nemzetvédelmi Bizottság külkereskedelmi szárnyának tagja, 2007. május 27-től a Koreai Munkapárt Újraegyesítési Frontjának vezetője lett.
Kétszer járt Dél-Koreában: 2009 augusztusában Kim Dedzsung (Kim Dae-jung) halálhírére Szöulba (Seoul-ba), illetve 2014-ben az Ázsiai Játékok alkalmából Incshonba (Incheon-ba) látogatott.

## Halála
2015. december 29-én reggel 6 óra 15 perckor autóbalesetben életét vesztette. Állami temetését december 31-én, reggel 8 órától tartották.

## Fordítás
- Ez a szócikk részben vagy egészben  a(z)   김양건 című koreai Wikipédia-szócikk fordításán alapul.  Az eredeti cikk szerkesztőit annak laptörténete sorolja fel. Ez a jelzés csupán a megfogalmazás eredetét és a szerzői jogokat jelzi, nem szolgál a cikkben szereplő információk forrásmegjelöléseként.